# Abrigos del Risco de San Blas
Los Abrigos del Risco de San Blas son un lugar situado al noroeste de la provincia de  Badajoz, en la localidad de Alburquerque donde al abrigo de la climatología adversa se encuentran unas pinturas rupestres que son las más importantes de las encontradas en otros seis abrigos que tienen pintura rupestre esquemática. Están consideradas como bien de interés cultural, ya que fueron declaradas Monumento Nacional en 1924.

## Localización
El risco de San Blas está en las proximidades de Alburquerque, localidad situada a unos 40 km al norte de Badajoz. Llegados a esta localidad, hay que coger la carretera que conduce a Valencia de Alcántara y a km 2,5 hay que tomar un camino hacia la izquierda y ahí es donde hay que dejar el vehículo y continuar a pie por un estrecho camino hacia la cara norte del risco que es donde se encuentra el abrigo con las pinturas. No hay que temer perderse porque el camino está bien señalizado y contiene cuadros explicativos. El abrigo está vallado y se sitúa en el extremo noroeste de la mole o farallón de cuarzo con orientación sur, que es la menos castigada por la meteorología y las dimensiones son de unos 7,3 m de largo por 2,7 m de altura máxima

## Las pinturas

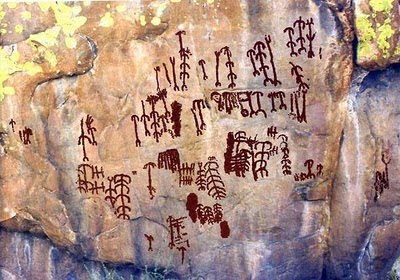
Pinturas esquemáticas en El Risco de San Blas, en Alburquerque, Badajoz.

Este abrigo fue el primero que se publicó en 1916 por Cabrera y Hernández Pacheco y más tarde, en 1933, por el abate H. Breuil. En este primer gran panel se distinguen dos fases bien diferenciadas: la primera de ellas está formada por motivos con trazos gruesos y de color anaranjado que el tiempo ha ido difuminando. En la segunda fase se encuentra un mayor detalle figurativo, motivos mucho más diferentes, trazos más finos y colores de tonalidades más avanzada. 
En cuanto a las propias figuras, en la primera fase los dibujos son de difícil interpretación consistiendo, fundamentalmente, en trazos horizontales y verticales y en uno de los casos, con un dibujo circular. También hay una pintura en forma de peine, o de púas como él (pectiniforme) y otra antropomorfa.